# 才翁石
才翁石，是位于福建省福州市罗源县白塔乡白塔村的一个宋代石刻，1980年被列入首批罗源县文物保护单位。
才翁石位于白塔村走马岭（省城通往江浙一带的必经驿道）之下，为北宋慶曆年间的福建提点刑狱蘇舜元（字才翁）所题刻的“才翁所赏刻石”6字，南宋时寧德縣主簿陸游经过此地，写信请求县令添置护栏加以保护。福州府知府李拔经过此地时立下一通五律碑刻。现今题刻遗迹被刷上红漆，加以保护。